# 小出保太郎
小出 保太郎（こいで やすたろう、1903年〈明治36年〉3月13日 - 2016年〈平成28年〉1月19日）は、名古屋市守山区に在住していた長寿の男性である。2015年7月5日から死去するまでの間、ギネス世界記録に認定されていた世界最高齢の男性であった。
福井県敦賀市出身。若いころは洋服仕立屋として働き、105歳まで畑仕事を続けていた。106歳のとき名古屋市に引っ越した。110歳を超えても眼鏡を使用せずに新聞を読み、入れ歯なしでの食事が可能であった。晩年は守山区内のデイサービス施設に通っていた。自身の長寿の秘訣として「無理しないで、喜びながら暮らす」ことを挙げている。

## 長寿記録
2014年1月2日、老人学研究団体ジェロントロジー・リサーチ・グループ(GRG)の検証済みスーパーセンテナリアンリストに登録される。
同年3月31日、男女を含めた愛知県の最高齢者となる。
2015年7月5日、百井盛の死去により、日本及び世界における男性の最高齢となった。
2016年1月19日午前0時過ぎ、慢性心不全により112歳と312日で死去。日本男性最高齢者は約1歳年下の吉田正光となった。小出の死去により誰が世界最高齢の男性になったかについてはGRG（ギネス世界記録もそのデータを使用している）が調査中であったが、同年3月11日に新たな男性世界最高齢者として約半年年下のイスラエル・クリスタルが認定された。